# فردریک اسمیت
فردریک اسمیت (انگلیسی: Frederick Smith) (زاده ۳۰ دسامبر ۱۸۰۵ و درگذشته ۱۶ فوریه ۱۸۷۹) حشره‌شناس اهل بریتانیا بود. وی سابقه فعالیت در بخش جانورشناسی موزه بریتانیا را از سال ۱۸۴۹ در کارنامه خود دارد.

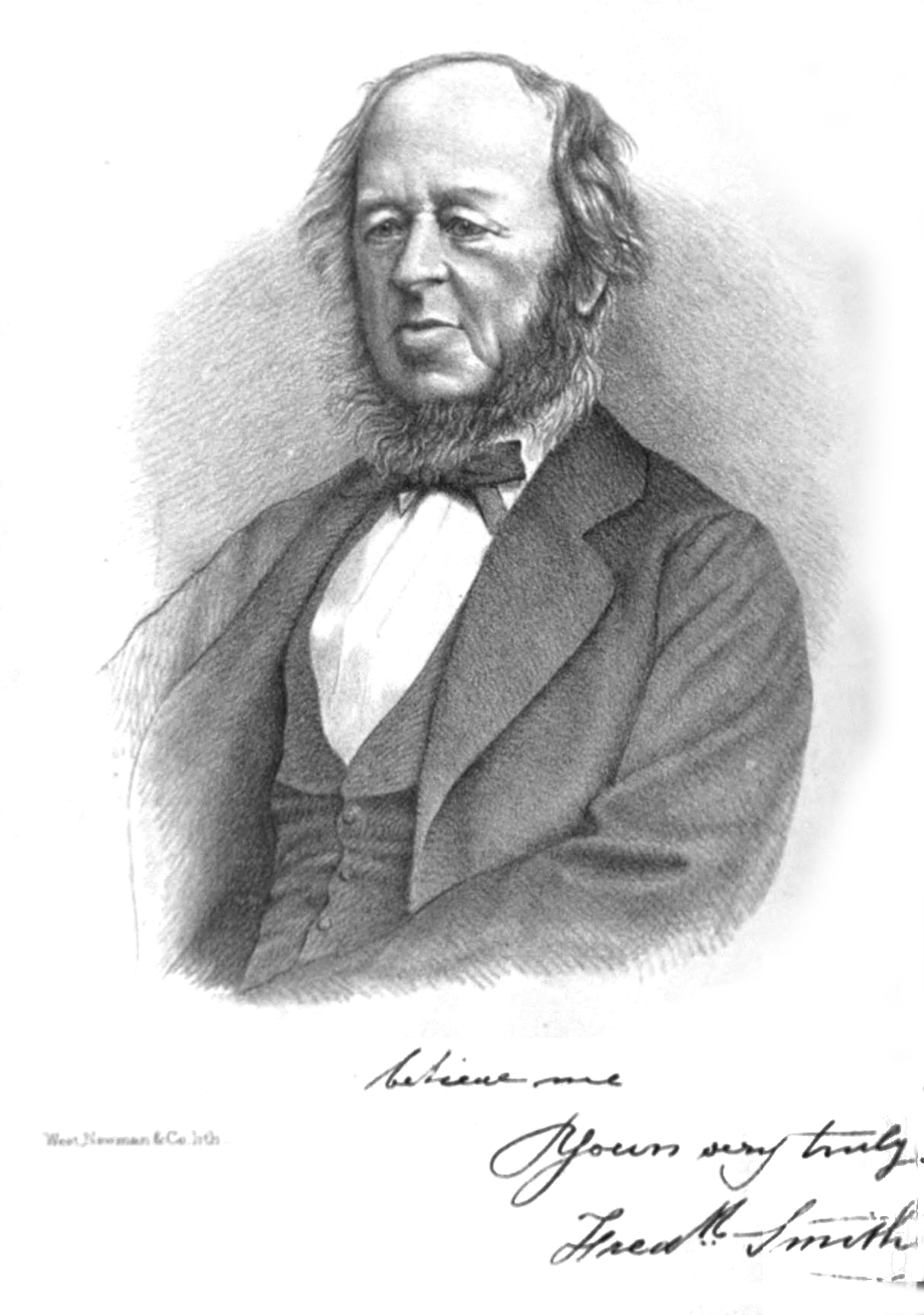